# 再生産表式
再生産表式（さいせいさんひょうしき、reproduction schema）とは、マルクス経済学において、資本の再生産・流通が順調に進行するための条件が何かを示すことを目的として、再生産のプロセスを表した数式のことを言う。カール・マルクスがフランソワ・ケネーの「経済表」にヒントを得て、それを批判的に継承したことにより成立した、とされる。

## 数値例

### 宇野弘蔵
以下の数値例は宇野弘蔵『経済原論』（岩波全書）117頁以下による。

#### 単純再生産
不変資本をc、可変資本をv、剰余価値をmとする。生産財を作るI部門と消費財を作るII部門があるとし、年生産物がI部門が6000、II部門が3000であるものとし、各部門の価値の割合を以下のようにする。
I {\displaystyle 6000=4000c+1000v+1000m}
II {\displaystyle 3000=2000c+500v+500m}
（ここで、I部門の式は、6000ある生産物の価値が不変資本4000と可変資本1000と剰余価値1000に分けられるという意味である。文字は代数ではないので、右辺の数字のみを足し算すれば、左辺の数字に等しくなる）
ところで、I部門では4000cと1000vが労働者と資本家との間で分配されるが、これは生産手段である。
この表式において、単純再生産が成り立つにはI部門の生産物がII部門の生産手段、言い換えれば不変資本となることが必要である。つまり、価値の大きさが
I {\displaystyle (v+m)=}II{\displaystyle c}
であることが条件である。

#### 拡大再生産
資本家が剰余価値をすべて消費すれば、次の再生産過程は単純再生産となる。しかし、普通は資本家が剰余価値の一部を資本に投じ、多かれ少なかれ資本蓄積の形をとる。ここで、今期の商品資本が次のような価値に分解される2部門の産業を考える。
I {\displaystyle 6000=4000c+1000v+1000m}
II {\displaystyle 2250=1500c+375v+375m}
今期におけるI部門の蓄積率が50%に定められているとき、I部門の500mが蓄積され、400cと100vに分割される。（ここで各部門の資本の有機的構成=c/vと剰余価値率=m/vは変わらないとする。）すると、II部門の不変資本も1600cに拡張されなければならず、I部門と同様の比率において、不変資本の100cと可変資本の25vが蓄積に充てられなければならない。よって、価値は以下のように分解される。
I {\displaystyle 6000=4000c+400(m)c+1000v+100(m)v+500m}
II {\displaystyle 2250=1500c+100(m)c+375v+25(m)v+250m}
両部門の価値を交換して整理すると、次期における生産の結果は、
I {\displaystyle 6600=4400c+1100v+1100m}
II {\displaystyle 2400=1600c+400v+400m}
このことから、拡大再生産の条件は、
I {\displaystyle (v+m)>}II{\displaystyle c}
が成立することとわかる。これは、生産手段（I部門）の拡張が拡大再生産の条件であることを示している。

### サミュエルソン
ポール・サミュエルソンは「経済学 10版」(1976)で、資本による労働の搾取を剰余価値によって証明しようとしたマルクスについて、以下のように提示する。マルクスは、賃金労働者の１日あたり生活必需品の平均量が、平均的労働6時間分を要すると仮定し、労働者は資本家に労働力を売らざるをえず、資本家は12時間働かせようとする。この労働者は6時間余計に働くが、この剰余労働が「剰余価値」を産むとする。現代経済学では、二つの財の相対価値または相対価格について、供給が需要と交差して、市場で観察される価格比率交換を決定すると説明される。これに対して、マルクスは価値の絶対的尺度が必要だと考え、「社会的必要労働」が絶対的基準とみなし、スミス、リカードらの労働価値説を発展させた。

#### 価値表式と価格表式
マルクスらが想定する「純粋の労働価値説」において、労働日12時間のうち、1単位の石炭生産に4時間、1単位のトウモロコシ生産に4時間を要するとすれば、「社会的に必要」な労働費用は、それぞれ4と4であり、石炭とトウモロコシを交換するならば、　
　トウモロコシの労働価値/石炭の労働価値=4時間/4時間=1
と、交換比率は等しくなる。
次に、1単位のトウモロコシ生産に、4単位の直接労働（生きた労働）のほかに、原料として1単位の石炭を必要とすると仮定すると、石炭を生産する間接労働（死んだ労働)が4時間となる。この場合、総労働費用は、
トウモロコシの労働価値/石炭の労働価値=（4時間＋4時間)/4時間=8/4=2
となり、トウモロコシの労働価値は、石炭の労働価値の2倍となる
。
「純粋の労働価値説」においては、すべての財貨は、その社会的に必要な労働（直接労働と間接労働）に等しい競争的価値を持つ。
マルクスは、直接労働費用、すなわち労働者が作業中の財貨が完成される前に彼らの日常的な消費のために前貸しされる給与支出を、可変資本{\displaystyle v}と呼んだ（産業ないし部門{\displaystyle 1,2,}…,{\displaystyle i,}…は{\displaystyle v_{1},v_{2},v_{i},}…と表す）。また、以前の労働で生産された原料のための支出を、不変資本{\displaystyle c}と呼んだ。石炭とトウモロコシの「純粋な労働価値」は、
労働価値{\displaystyle _{1}=c_{1}+v_{1}}=０時間+4時間=4時間
労働価値{\displaystyle _{2}=c_{2}+v_{2}}=4時間(石炭)+4時間=8時間
となる。
「純粋の労働価値説」が支配する「エデンの園」においては、労働は全生産物を取得し、利潤も利子も地代もなく、競争的労働費用の上にマークアップ（上乗せ）もなく、剰余も剰余価値も、搾取も存在しない。
マルクスは、可変資本と不変資本{\displaystyle c+v}に加えられるマークアップ・剰余を{\displaystyle s}とあらわすので、{\displaystyle s_{1}=0,s_{2}=0,}…{\displaystyle s_{i}=0}となり、
{\displaystyle c_{i}+v_{i}+s_{i}=c_{i}+v_{i}+0}
が一般的となる。ここでは、労働者は１日12時間働くとしても、彼自身のために働くのであり、資本家のためには1時間も働かない。ただし、トウモロコシ生産に6時間労働、石炭生産で6時間の間接労働を提供することで、毎日1.5単位のトウモロコシの配給がなければ、労働供給の再生産には十分ではない。労働者は生活のためにトウモロコシが必要だが、日常的な生計確保のためには収穫時まで待てなし、誰か資本家が石炭を提供しなければ、トウモロコシを生産できないので、石炭と食用として前貸しされる前年のトウモロコシを所有する資本家は、こうして剰余価値を獲得できる。
マルクスは、マークアップ・剰余{\displaystyle s_{i}}は直接労働についてだけあるとし、それぞれの部門の剰余{\displaystyle s_{i}}は可変資本{\displaystyle v_{i}}に対し同じ比率のマークアップをする。この{\displaystyle s_{i}}対{\displaystyle v_{i}}の比率が剰余価値率{\displaystyle m}であり、すべての産業に共通するもので、次のようにあらわす。
{\displaystyle m=m_{1}=m_{2}=}…{\displaystyle =m_{i}=}
{\displaystyle s_{1}=mv_{1},s_{2}=mv_{2},}…{\displaystyle s_{i}=mv_{i},}…
▶︎剰余価値率:{\displaystyle S_{i}/V_{i},S_{2}/V_{2},m}
▶︎価値表式：{\displaystyle c_{i}+v_{i}+s_{i}=c_{i}+v_{i}+mv_{i}}
たとえば剰余価値率を200% （m=2.00)とし、毎日4時間は自分のために、8時間は資本家のために働くとすると、石炭の価値表式は、
{\displaystyle c_{1}+v_{1}+s_{1}=c_{1}+v_{1}+mv_{1}=0+4+2.00(4)=12}
となり、12が石炭単位の価値である。
トウモロコシの価値表式は、直接労働と石炭原料の費用を加えて、
{\displaystyle c_{2}+v_{2}+s_{2}=c_{2}+v_{2}+mv_{2}=12(1)+4+2.00(4)=24}
となる。トウモロコシの価値は前述した「エデンの園」とおなじく石炭の2倍だが、剰余価値マークアップのために分子24も分母12も、3倍となる。剰余価値m=0の「エデンの園」では12時間労働で1.5単位のトウモロコシを入手できたが、(1日12時間労働)/(24時間を要するトウモロコシの費用)=0.5単位の量となり、実質賃金は3分の1となる。こうして、剰余価値率が高いほど、実質賃金は低くなる。マルクスにおいて剰余価値は、労働が自らを再生産できるような最低実質賃金、その最低生存水準によって決定される。
サミュエルソンは、競争はすべての産業に関し、{\displaystyle s_{i}/v_{i}}だけでなく、利潤率を均等化させるので、剰余価値率均等のかわりに、均等利潤率{\displaystyle \pi }を措定すべきであるという。
▶︎均等利潤率:{\displaystyle \pi =s_{1}/(c_{1}+v_{1})=s_{2}/(c_{2}+v_{2})}
次に、均等剰余価値率にもとづく価値表式に代えて、均等利潤率にもとづく価格表式が提示される。（価値表式では小文字{\displaystyle c_{1}+v_{1}}であったのに対して大文字{\displaystyle C_{1}+V_{1}}と表す）
▶︎価格表式:{\displaystyle (C_{1}+V_{1})+S_{1}=(C_{1}+V_{1})+\pi (C_{1}+V_{1})}
利潤率{\displaystyle P}は、{\displaystyle v}だけの場合よりは大きい{\displaystyle c+v}を分母として稼がれるので、200%水準の剰余価値率より小さくなる。
もし利潤率を100%、{\displaystyle P=1.00}とすれば、石炭の価格は、
{\displaystyle (0+4)+1.00(0+4)=8}
トウモロコシの価格は、
{\displaystyle [1(8)+4]+1.00(8+4)=24}
となり、ここでも（12時間の労働日）/(24時間のトウモロコシ)={\displaystyle 1/2}であるから、労働者は１日あたり{\displaystyle 1/2}単位のトウモロコシ生計を得るので、搾取下の最低賃金水準と同じ結果となる。
マルクス経済学は、価値表式をとり、「ブルジョワ経済学」は価格表式をとる。サミュエルソンは、ここでマルクスに同情的に提示するならば、剰余価値はより単純な方法で搾取を説明するし、また、マルクス学派は、確定的な平均水準をめぐって剰余が産業間にミクロ分配されるなら、産業ごとの均等剰余価値率でなく、競争による均等利潤率に従うとみて、その利潤搾取の平均水準の変化については、直接労働にたいする剰余価値マークアップでもってマクロ的に簡単に決定されるとみると指摘する。

#### 安定的再生産の表式
サミュエルソンの説明によれば、安定的再生産の表式では、石炭、トウモロコシのほか、奢侈財として召使いサービス部門を加え、財1単位の生産に1労働時間を要し、資本家は貯蓄をせず、利潤をすべて召使いサービスに使うと仮定する（{\displaystyle \sigma _{s}=0})。労働者は全賃金をトウモロコシに支出し、石炭は全てが原料として再投入されると仮定する。また、労働の1/3は労働者の生計用品生産のために働くとし、100労働日または1200労働時間にあたる労働力が永久にあると仮定する。労働者の400労働時間の半分の200労働時間はトウモロコシ生産の直接労働、残り半分は石炭の間接労働に入り込み、50単位の生計用トウモロコシ生産に要する50単位の石炭を生産する。残りの800時間は、資本家が利用し、800単位の召使いサービスで使われる。利潤率が100%（{\displaystyle \pi =1.00})での、石炭、トウモロコシ、召使いサービスの「価格」を(8,24,2)とした価格表式、または、剰余価値率200%（{\displaystyle m=2.00})での、石炭、トウモロコシ、召使いサービスの「価値」を(12,24,3)とした価値表式を作成する。
| 部門         | 価値表式（{\displaystyle m=2.00})                               | 価格表式 （{\displaystyle \pi =1.00})                              |
| 石炭         | {\displaystyle 0c_{1}+200v_{1}+2.00(200)s_{1}=600=12(50)}       | {\displaystyle 0C_{1}+200V_{1}+1.00(0+200)S_{1}=400=8(50)}         |
| トウモロコシ | {\displaystyle 12(50)c_{2}+200v_{2}+2.00(200)s_{2}=1200=24(50)} | {\displaystyle 8(50)C_{2}+200V_{2}+1.00(400+200)S_{2}=1200=24(50)} |
| 召使い       | {\displaystyle 0c_{3}+800v_{3}+2.00(800)s_{3}=2400=3(800)}      | {\displaystyle 0C_{3}+800V_{3}+1.00(0+800)S_{3}=1600=2(800)}       |
| ------------ | --------------------------------------------------------------- | ------------------------------------------------------------------ |

ここで賃金額の合計は、消費用トウモロコシの合計に等しく(1200)、剰余の合計は、奢侈財の合計に等しく(2400,1600)、不変資本の合計は石炭の合計に等しい(600,400)。価値表式と価格表式のいずれにおいても、物量面での合計に変わりはなく、いずれも労働時間を単位とするので、可変資本は両表で一致する。

#### 拡大再生産の表式
次に、拡大再生産の表式においては、資本家は全所得を貯蓄し、制度内労働は1期あたり100%で成長する限り、成長の均衡が永久に続くことを示しうる。第1期では、100人・日(1200時間）の労働力が入手可能で、100人の労働者の最低生計用に、1人あたり1/2単位で合計50単位のトウモロコシを持たねばならない。次の期にはすべての点で規模が2倍になるので、2倍のトウモロコシを生産しなければならない。そのためには、1200時間のうち400時間をトウモロコシ生産に割り当て、100単位の石炭も割り当てる必要がある。所得は貯蓄されるので、召使いへの割り当てはゼロで、かれらが受け取る剰余は、石炭とトウモロコシに投資される。また、石炭には800時間が割り当てあれ、200単位生産せねばならない。表式では価格表式を先にする。
| 部門         | 価格表式 （{\displaystyle \pi =1.00})                                                        | 価値表式（{\displaystyle m=2.00})                                                         |
| 石炭         | {\displaystyle 0C_{1}+800V_{1}+1.00(0+800)S_{1}=1600=8(200)}                                 | {\displaystyle 0c_{1}+800v_{1}+2.00(800)s_{1}=2400=12(200)}                               |
| トウモロコシ | {\displaystyle 8\left({\frac {200}{2}}\right)C_{2}+400V_{2}+1.00(800+400)S_{2}=2400=24(100)} | {\displaystyle 12\left({\frac {200}{2}}\right)c_{2}+400v_{2}+2.00(400)s_{2}=2400=24(100)} |
| 召使い       | {\displaystyle 0C_{3}+0V_{3}+1.00(0+0)S_{3}=0=2(0)}                                          | {\displaystyle 0c_{3}+0v_{3}+2.00(0)s_{3}=0=3(0)}                                         |
| ------------ | -------------------------------------------------------------------------------------------- | ----------------------------------------------------------------------------------------- |

トウモロコシの期末生産高2400は賃金(800+400)の2倍であるが、これは経済が毎期2倍に拡張するからである。石炭産出高も石炭投入高の2倍なので、第二行で{\displaystyle \left({\frac {200}{2}}\right)}が最初に出てくる。この拡大再生産の表式では、モデルが十分の速さで成長すれば、加速係数=乗数モデルのような自己保証的な自然成長をなしとげうる。マルクス主義者は、この表式を用いて、消費に限界がある経済は購買力が不足するというロートベルトゥスやルクセンブルグらを論破できることになる。

## 再生産表式の意義と限界
正統派マルクス経済学は次のように無謬性と限界を説く。すなわち、需要と供給の関係は捨象したのが再生産表式であり、恐慌論と再生産表式は峻別されねばならない、とする。
「再生産表式論は価値通りの交換を前提として、社会的総生産物の価値的・素材的補填の諸関連、社会的総資本の再生産の総体的諸関連を解明したのであって、決して資本制的再生産の現実的運動過程を分析対象としたものではない。再生産の諸条件が上記のように明示されているが、資本制的再生産の現実的運動過程でいかなる経過が展開するかは示されていない。従って「上記のような流れが働くためには、マルクスが俗流派経済学のエッセンスとして退けたセイの法則が通用することが前提である」と思われがちだがこれは完全な誤謬であり、再生産表式論の意義と限界を完全に無視した誤りである。また、この均衡の破壊により恐慌を説こうとする宇野経済学も同様にして誤りである」
サミュエルソンは、マルクスの再生産表式がフォン=ノイマン=レオンチエフ投入産出型成長モデルに貢献をなしたと評価する。そのうえで、サミュエルソンは、マルクス主義による資本主義の運動法則と異なって、先進諸国の現実の趨勢では、実質賃金が上昇し、GNPの賃金分け前は不変のままか緩慢な上昇を示し、利潤率にははっきりとした趨勢もなく、人口は複利的に成長し、実質GNPはそれ以上の速さで伸び、資本ストックはそれに歩調を合わせたと指摘し、さらに、ケインズ以後の財政政策や中央銀行の貨幣創出は、ローザ・ルクセンブルクやレーニンによる帝国主義的搾取説の妥当性を奪ったという。結局、利潤率低下や労働者窮乏化の「法則」については、マルクス自身の概念構成から説得的に抽き出すことができないし、剰余価値率の水準やそこに含意される実質賃金、それらの時間経過上での変化などについても、マルクスの体系からは推論さえできないし、マルサスと違ってマルクスは、生理的な最低生計賃金という考えを重視せず、「失業予備軍」が実質賃金水準にどのような計測可能な影響を与えるのかについてなんの理論的な説明もしなかったと批判する。